# لهستانی‌ها در شوروی
لهستانی‌ها در شوروی اشاره به دیاسپورای لهستانی دارد که پیش از فروپاشی اتحاد جماهیر شوروی در شوروی ساکن بودند. بعضی از این افراد هنوز در کشورهای پساشوروی به خصوص لیتوانی، بلاروس و اوکراین که به صورت تاریخی جزوی از مشترک‌المنافع لهستان–لیتوانی بودند سکونت دارند. همچنین اقلیت‌هایی از لهستانی‌ها در قزاقستان و جمهوری آذربایجان حضور دارند.

## تاریخچه لهستانی‌ها در اتحاد جماهیر شوروی

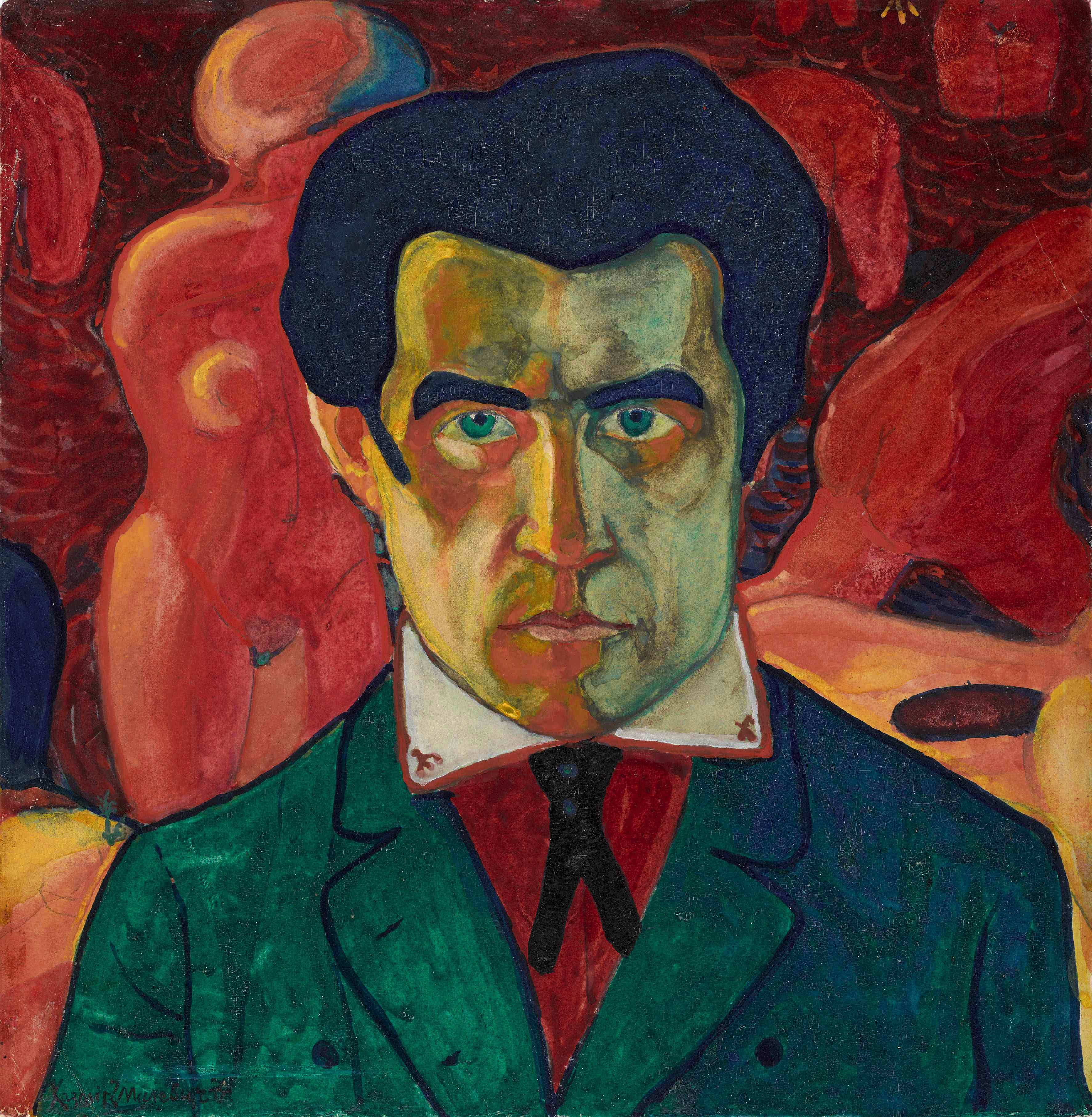
کازیمیر ماله‌ویچ نقاشی مطرح لهستانی‌تبار بود که در شوروی فعالیت می‌کرد.

### ۱۹۱۷–۱۹۲۰
پس از تجزیه لهستان در قرن ۱۹ میلادی جمعیت لهستانی‌ها در سه کشور امپراتوری روسیه، اتریش-مجارستان و پادشاهی پروس پراکنده گشتند. با وقوع انقلاب روسیه در سال ۱۹۱۷ و آغاز جنگ داخلی روسیه بسیاری از لهستانی‌ها همکاری با نیروهای بلشویکی را خیانت به منافع ملی لهستان می‌دانستند. انقلاب روسیه بر روی آثار فیلسوف و نویسنده لهستانی استانیسواف ایگناتسی ویتکیویچ که در آن هنگام در سن پترزبورگ زندگی می‌کرد تأثیر بسیاری گذاشت و او در آثارش مضامین وحشتناک جنگ داخلی روسیه که خود شاهد آن بود را منعکس نمود. در میان لهستانی‌های قربانی انقلاب روسیه پدر آهنگساز معروف لهستانی ویتولد لوتوسوافسکی به نام ماریان لوتوسوافسکی و برادرش به نام جوزف قرار داشتند که به جرم ضدانقلاب بودن در سال ۱۹۱۸ در مسکو به قتل رسیدند.
در سوی دیگر نیز لهستانی‌تبارهای بسیاری در میان انقلابیون کمونیست وجود داشتند که از جمله آن‌ها می‌توان به این افراد اشاره نمود: کنستانتین روکوسوفسکی، ویاچسلاو منچسکی، یولیان مارخلسکی، استانیسواو کوشور، کارول سوویرسفسکی و فلیکس ژرژینسکی مؤسس چکا (نخستین پلیس مخفی شوروی). در درون ارتش سرخ واحدهایی از لهستانی‌ها وجود داشت و سازمانی به نام کمیته موقت انقلابی لهستان وجود داشت که هیچگاه نتوانست بر خاک لهستان کنترل داشته باشد.

### ۱۹۲۱–۱۹۳۸
با فروپاشی امپراتوری روسیه طی جنگ جهانی اول بار دیگر کشور لهستان تأسیس شد و پس از یک دوره درگیری با شوروی نهایتاً با صلح ریگا در سال ۱۹۲۱ مرزهای دو کشور نهایی شد اما همچنان جمعیت زیادی از لهستانی‌ها در شوروی باقی ماندند. در سال ۱۹۲۶ براساس آمارهای شوروی ۷۸۲٬۳۳۴ لهستانی در درون مرزهای شوروی زندگی می‌کردند که بیشترین تعداد آن‌ها در غرب اوکراین امروزی متمرکز بودند. جمعیت واقعی لهستانی‌ها اما به نظر بیشتر از این تعداد بود و تخمین‌های کلیسای کاتولیک از وجود یک میلیون لهستانی در شوروی خبر می‌داد.
سیاست شوروی در ابتدا مبتنی بر استفاده از زبان‌های محلی به عنوان ابزاری جهت از بین بردن هویت ملی به نفع «آموزش کمونیستی توده‌ها» بود. در مورد جمعیت لهستانی‌ها هم هدف شوروی‌سازی آن‌ها بود. با این حال خود شوروی‌ها نیز متوجه بودند از آنجایی که به صورت عمده لهستانی‌ها با ایدئولوژی کمونیستی مخالف هستند و آن را دشمن هویت لهستانی خود و مذهب کاتولیک می‌دیدند این کار بسیار دشوار است. پیگیری سیاست تبعیض مذهبی، غارت و ترور از جانب شوروی نیز باعث تقویت مقاومت در میان لهستانی‌ها می‌شد. در نتیجه مقامات شوروی شروع به زندانی کردن و حذف تمامی کسانی نمودند که آن‌ها را مانعی در برابر راه خویش می‌دیدند.
دو منطقه خودمختار لهستانی در بلاروس و اوکراین توسط شوروی‌ها ایجاد شد. یکی را به یاد فلیکس ژرژینسکی منطقه ژرژینسکیزنا و دیگری را به یاد یولیان مارخلسکی منطقه مارخلسکیزنا نام‌گذاری نمودند. پس از شکست سیاست شوروی‌سازی اقلیت لهستانی مقامات شوروی تصمیم گرفتند تا برای دور کردن خشم ملی‌گرایی اوکراینی از دولت شوروی، لهستانی‌ها را به عنوان دشمن ملت معرفی کنند. پس از سال ۱۹۲۸ میلادی سیاست‌های شوروی به ریشه‌کن کردن هویت ملی لهستانی‌ها تبدیل شد. مراکز ویژه‌ای تأسیس شد که در آن نفرت از دولت لهستان به جوانان آموزش داده می‌شد و هرگونه تماس با اقوام ساکن در لهستان خطرناک بود و می‌توانست منجر به زندان شود. روزنامه‌هایی که به زبان لهستانی چاپ می‌شد عملاً به تبلیغ احساسات ضد لهستانی اختصاص داشت. در پی حمله به اقلیت لهستانی در بازه ۱۸ فوریه تا ۱۹ مارس ۱۹۳۰ میلادی بیش از ۱۰۰٬۰۰۰ نفر لهستانی توسط مقامات شوروی اخراج شدند.
با آغاز اشتراکی‌سازی در اتحاد جماهیر شوروی در زمان ژوزف استالین دو منطقه خودمختار لهستانی از میان رفتند و بسیاری از جمعیت آن طی سال‌های ۱۹۳۴ تا ۱۹۳۸ به قزاقستان تبعید شدند. بسیاری از این تبعیدیان دچار قحطی و گرسنگی شدند زیرا آن‌ها را به نواحی خالی از جمعیت که آمادگی پذیرش مهاجران را نداشتند و فاقد امکانات و زیرساخت‌های اولیه بودند می‌فرستادند. کمیساریای خلق در امور داخلی به شدت این جمعیت را زیر نظر داشت و هرگونه نارضایتی را با خشونت تمام سرکوب می‌نمود. تخمین زده می‌شود ۲۱٬۰۰۰ لهستانی طی هولودومور جان خود را از دست دادند.
در سال ۱۹۳۶ لهستانی‌های ساکن در اوکراین و بلاروس که نزدیک به مرز کشور لهستان سکونت داشتند به صورت اجباری جابه‌جا شدند که اولین مهاجرت اجباری در اتحاد جماهیر شوروی محسوب می‌شود. طی پاکسازی بزرگ در سال‌های ۱۹۳۸–۱۹۳۷ ده‌ها هزار لهستانی قربانی شدند (بنگرید به عملیات لهستانی ان‌کاوه‌د). حزب کمونیست لهستان هم یکی از قربانیان این پاکسازی بزرگ بود و در سال ۱۹۳۸ منحل شد. همچنین روحانیون کلیسای کاتولیک لهستانی که مخالف بی‌دین‌سازی اجباری بودند هم طی این دوران دچار تلفات بسیاری شدند.
لهستانی‌های مانند ایگور نیوارلی و تادئوش بوروفسکی در این دوران از شوروی به لهستان گریختند.

### ۱۹۳۹–۱۹۴۷

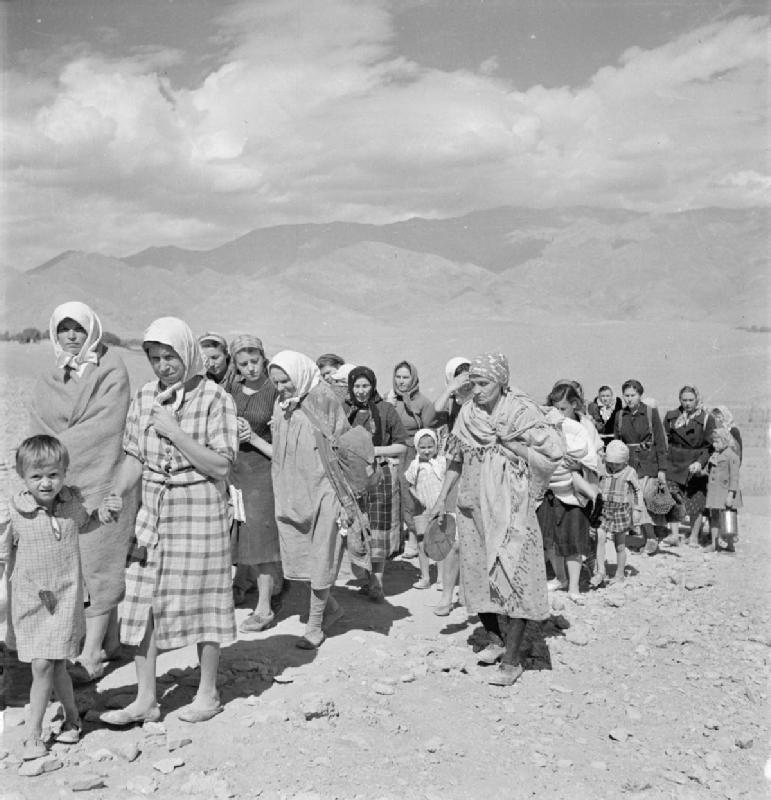
پناهچویان لهستانی در حال تخلیه شوروی از راه ایران، ۱۹۴۲ میلادی

پس از تهاجم شوروی به لهستان در سال ۱۹۳۹ میلادی قسمت‌های زیادی از نواحی شرقی لهستان توسط شوروی اشغال شد (در لهستانی به آن کرسی می‌گفتند). جمعیت لهستانی این نواحی به بیش از ۱۳ میلیون نفر می‌رسید که تعداد زیادی از آن‌ها قربانی انتقال اجباری به قزاقستان، سیبری و دیگر نواحی دورافتاده شوروی شدند.
در مورد تعداد لهستانی‌هایی که توسط شوروی به اسارت گرفته شدند آمارهای گوناگونی وجود دارد که از سیصد هزار نفر تا دو میلیون نفر را شامل می‌شود. در سال ۲۰۰۴ رئیس آرشیو سرویس امنیت فدرال روسیه آماری از لهستانی‌هایی تبعید شده در دوران اشغال شوروی را اعلام نمود که براساس آن در سال ۱۹۴۰ میلادی ۲۹۷٬۲۸۰ و در سال ۱۹۴۱ هم ۴۰٬۰۰۰ لهستانی تبعید شدند. این آمار شامل اسرا، گروه‌های کوچک تبعیدی، افرادی که هنگام عبور از مرز دستگیر شدند، لهستانی‌هایی که داوطلبانه به شوروی مهاجرت کردند و لهستانی‌هایی برای خدمت اجباری به ارتش سرخ سپرده شدند نمی‌شود.
طی سال‌های ۱۹۳۹ تا ۱۹۴۱ شوروی در دو مورد به صورت مستقیم اقدام به کشتار دسته‌جمعی لهستانی‌ها کرد:
- کشتار کاتین که طی آن ۲۲٬۰۰۰ لهستانی کشته شدند.
- کشتار زندانیان هنگام تهاجم آلمان در سال ۱۹۴۱ میلادی.

در اوت ۱۹۴۱ و با آغاز تهاجم آلمان علیه شوروی روابط شوروی و لهستان بار دیگر دچار تغییر شد. براساس نامه بریا به استالین که در ۱۵ ژانویه ۱۹۴۳ نگارش شده‌است به ۳۸۹٬۰۴۱ شهروند لهستانی که در شوروی اسیر بودند اجازه داده شد تا به ارتش در تبعید لهستان بپیوندند.از این تعداد ۱۱۹٬۸۵۵ تحت عنوان ارتش آندرس از طریق ایران به متفقین پیوستند. ۳۶٬۱۵۰ نفر هم به ارتش لهستانی که زیر نظر ارتش سرخ تشکیل شده بود پیوسته و در جبهه شرقی حضور داشتند.
پس از پایان جنگ جهانی دوم لهستانی‌های ساکن نواحی شرقی از این منطقه اخراج شدند اما نهایتاً ۱٫۳ میلیون نفر لهستانی در خاک شوروی باقی ماندند.

### ۱۹۴۷–۱۹۹۱
براساس داده‌های موجود اقلیت لهستانی یکی از معدود جمعیت‌هایی است که تعداد آن در طول زمان در شوروی کاهش یافت که یکی از دلایل آن می‌تواند برنامه بازگرداندن لهستانی‌ها به میهن طی سال‌های ۱۹۵۵ تا ۱۹۵۹ باشد.
جمعیت لهستانی‌های ساکن قزاقستان نیز پس از بحران‌های سال ۱۹۸۹ شروع به مهاجرت نمودند که بسیاری به روسیه و تعداد کمتری به لهستان رفتند. تعداد لهستانی‌های باقی مانده در قزاقستان بین ۵۰ تا ۱۰۰ هزار نفر تخمین زده می‌شود.
پس از فروپاشی اتحاد جماهیر شوروی در سال ۱۹۹۱ کشورهای دارای اقلیت قابل توجه لهستانی به ترتیب زیر می‌باشند:
- لیتوانی با ۲۵۰٬۰۰۰ نفر (۷٪ کل جمعیت)، برای اطلاعات بیشتر لهستانی‌های لیتوانی را نگاه کنید.
- بلاروس با ۴۲۰٬۰۰۰ نفر (۴٫۵٪ کل جمعیت)، برای اطلاعات بیشتر لهستانی‌های بلاروس را نگاه کنید.
- اوکراین با ۱۵۰٬۰۰۰ نفر، برای اطلاعات بیشتر لهستانی‌های اوکراین را نگاه کنید.
- روسیه با ۱۰۰٬۰۰۰ نفر، برای اطلاعات بیشتر لهستانی‌های روسیه را نگاه کنید.
- قزاقستان بین ۶۰٬۰۰۰ تا ۱۰۰٬۰۰۰ نفر، برای اطلاعات بیشتر لهستانی‌های قزاقستان را نگاه کنید.
- لتونی با ۵۰٬۰۰۰ نفر، برای اطلاعات بیشتر لهستانی‌های لتونی را نگاه کنید.
- جمهوری آذربایجان بین ۱٬۰۰۰ تا ۲٬۰۰۰ نفر، برای اطلاعات بیشتر لهستانی‌های آذربایجان را نگاه کنید.
- همچنین اقلیت‌هایی از لهستانی‌ها را می‌توان در گرجستان، مولداوی و ازبکستان پیدا کرد.

## جمعیت‌شناسی
جمعیت لهستانی‌ها در شوروی در سال ۱۹۵۹ به اوج رسید و تا سال ۱۹۷۰ حدود ۲۰ درصد کاهش پیدا کرد. این سیر کاهشی تا سال ۱۹۸۹ با شیب کمتری ادامه داشت.